# 13 Dywizja Piechoty (III Rzesza)
13 Dywizja Piechoty (niem. 13. Infanterie-Division) – niemiecka dywizja z czasów II wojny światowej, uczestniczyła w agresji na Polskę, Belgię i Francję oraz ataku na Związek Radziecki pod nazwą 13 Dywizja Pancerna.

## Formowanie i walki
Sformowana w 1934 pod ukrytą nazwą Infanterieführer IV, miejsce stacjonowania sztabu Magdeburg. Na mocy rozkazu z dnia 15 października 1935 otrzymała oficjalną nazwę 13 Dywizja Piechoty. Stacjonowała w XI Okręgu Wojskowym. Przeformowana rozkazem z dnia 12 października 1937 w 13 Dywizję Piechoty (zmotoryzowaną). W 1939 brała udział w agresji na Polskę a w 1940 na Belgię i Francję. W czasie walk przeciw oddziałom Wojska Polskiego wchodziła w skład XIV Korpusu Armijnego. W czasie agresji na Polskę, 8 września 1939 roku otoczyła pod Dobrą Wolą polską 29 Dywizja Piechoty. Sztab 29 DP wyrwał się z okrążenia jednak Dywizja jako zwarta siła przestała istnieć. W dniu 11 października 1940 13 Dywizja Piechoty przekształcona została w 13 Dywizję Pancerną.

## Dowódcy dywizji
- gen. mjr Paul Otto (od 1 października 1934)
- gen. por. Moritz von Faber du Faur (od 21 sierpnia 1939)
- gen. mjr Paul Otto (od 7 września 1939)
- gen. por. Friedrich-Wilhelm von Rotkirch und Panthen (od 1 listopada 1939)[4]

## Struktura organizacyjna
Stan w sierpniu 1939:
- 33  pułk piechoty: miejsce postoju sztabu i I  batalionu – Dessau, II  batalionu – Bernburg, III  i rezerwowego batalionu – Zerbst;
- 66  pułk piechoty: miejsce postoju sztabu II  i III  batalionu – Burg, I  batalion – Magdeburg;
- 13  pułk artylerii: miejsce postoju sztabu, II  i III  dywizjonu – Magdeburg;
- I  dywizjon 48  pułku artylerii ciężkiej: miejsce postoju – Dessau;
- 4  batalion pionierów: miejsce postoju – Magdeburg;
- 13  oddział przeciwpancerny: miejsce postoju – Magdeburg;
- 13  oddział łączności: miejsce postoju – Magdeburg;
- 13  oddział obserwacyjny: miejsce postoju –nie został wystawiony;